# Jorge Alfredo Gonzalez
Jorge Alfredo Gonzalez (Buenos Aires, 25 de abril de 1988) es un futbolista argentino. Juega de delantero y su actual equipo es el Racing de Córdoba de la Primera Nacional. 

## Trayectoria
Hizo las inferiores en Racing Club, donde debutó profesionalmente en 2006, Gonzalez ha militado en diversos equipos del fútbol de ascenso argentino entre los que destacan Atlanta, Barracas Central, Defensores de Belgrano, entre otros. En el 2007 jugó por el Cienciano del Cuzco. 
Gonzalez también tuvo la oportunidad de jugar en el River Plate de Puerto Rico y Deportes Concepción de Chile, siendo este su último paso por el exterior.

## Clubes
| Club                    | País        | Año         |
| ----------------------- | ----------- | ----------- |
| Racing Club             | Argentina   | 2005 - 2006 |
| Atlanta                 | Argentina   | 2007 - 2009 |
| Cienciano               | Perú        | 2009        |
| River Plate             | Puerto Rico | 2010        |
| Barracas Central        | Argentina   | 2011 - 2012 |
| Deportes Concepción     | Chile       | 2012        |
| Temperley               | Argentina   | 2013        |
| Deportivo Merlo         | Argentina   | 2013        |
| Defensores de Belgrano  | Argentina   | 2014        |
| Ferrocarril Midland     | Argentina   | 2015        |
| Villa Dálmine           | Argentina   | 2015 - 2016 |
| Independiente Chivilcoy | Argentina   | 2016        |
| Deportivo Camioneros    | Argentina   | 2017 - 2019 |
| Los Andes               | Argentina   | 2020        |
| Racing de Córdoba       | Argentina   | 2021 -      |